# Heretsham

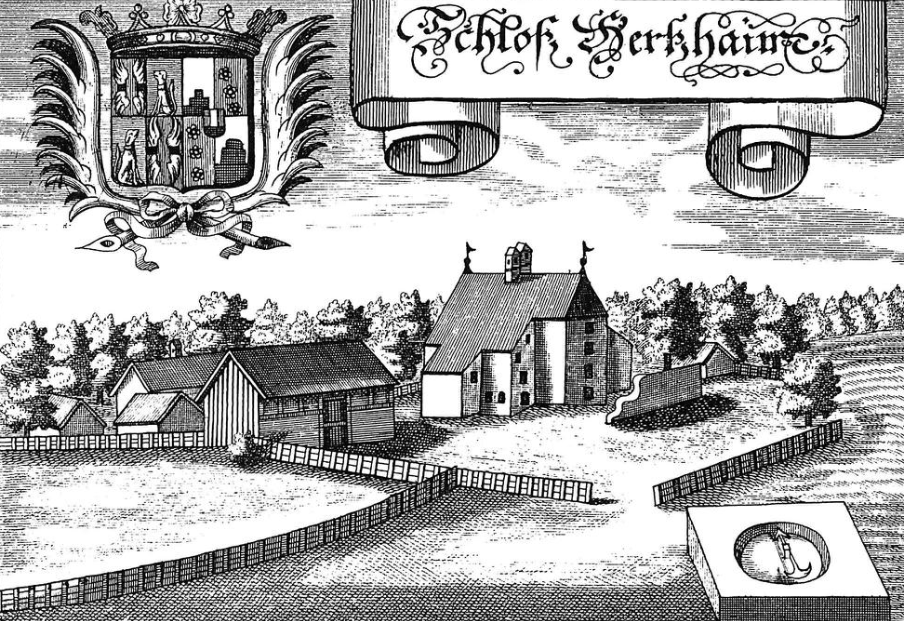
Schloss Heretsham, Stich von Michael Wening

Heretsham ist ein Gemeindeteil von Kienberg im oberbayerischen Landkreis Traunstein.

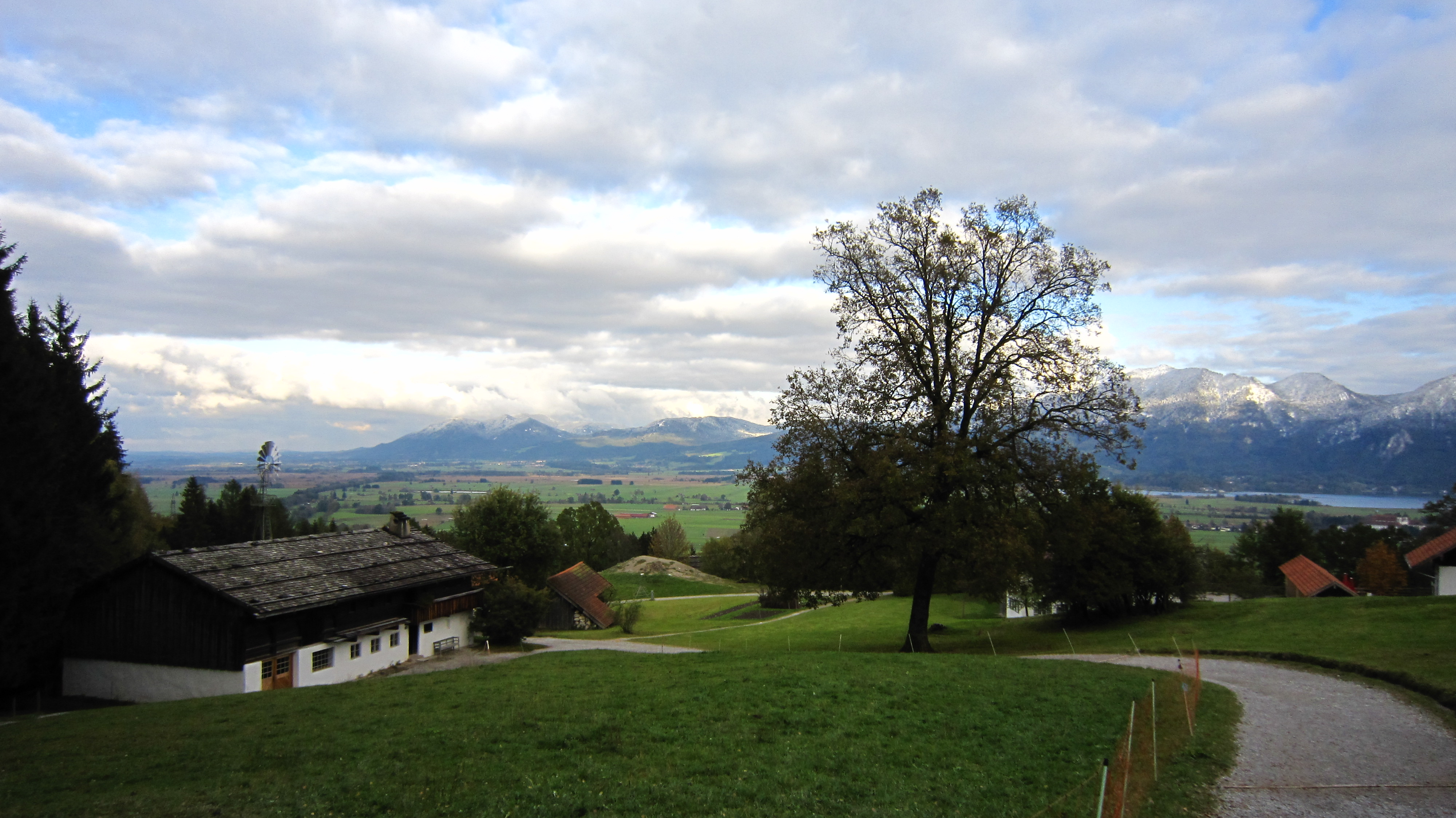
Wohnhaus eines Vierseithofes aus Heretsham im Freilichtmuseum Glentleiten

In dem Weiler hatte wohl ab dem frühen 14. Jahrhundert das Rittergeschlecht der Heroltsheimer (Herzhaimer) seinen Sitz. Das im frühen 16. Jahrhundert erbaute Schloss Heretsham wurde 1883 abgebrochen.

## Baudenkmäler
Siehe: Liste der Baudenkmäler in Heretsham